# Przewalski's boomklever
De Przewalski's boomklever (Sitta przewalskii) is een zangvogel uit het geslacht Sitta.

## Verspreiding en leefgebied
Deze soort komt voor in zuidoostelijk Tibet en westelijk Centraal-China.